# Cathaemacta thermistis
Cathaemacta thermistis là một loài bướm đêm trong họ Geometridae.